# Tore Svensson
Tore Allan Svensson (Falkenberg, Suecia, 6 de diciembre de 1927-Malmö, Suecia, 26 de abril de 2002) fue un jugador y entrenador de fútbol sueco. En su etapa como jugador profesional se desempeñaba como guardameta.

## Selección nacional
Fue internacional con la selección de fútbol de Suecia en 4 ocasiones. Fue convocado a dos Copas del Mundo, obteniendo el tercer lugar en 1950 y siendo subcampeón en 1958, sin jugar en ninguna de las dos ediciones. También ganó una medalla de bronce en los Juegos Olímpicos de 1952.

### Participaciones en Copas del Mundo
| Mundial                        | Sede   | Resultado    | Partidos | Goles |
| ------------------------------ | ------ | ------------ | -------- | ----- |
| Copa Mundial de Fútbol de 1950 | Brasil | Tercer lugar | 0        | 0     |
| Copa Mundial de Fútbol de 1958 | Suecia | Subcampeón   | 0        | 0     |

### Participaciones en Juegos Olímpicos
| Olimpiada                         | Sede      | Resultado    |
| --------------------------------- | --------- | ------------ |
| Juegos Olímpicos de Helsinki 1952 | Finlandia | Tercer lugar |

## Clubes

### Como jugador
| Club           | País   | Año       |
| -------------- | ------ | --------- |
| Falkenbergs FF | Suecia | 1944-1949 |
| IF Elfsborg    | Suecia | 1949-1951 |
| Malmö FF       | Suecia | 1951-1962 |
| IFK Ystad      | Suecia | 1962-1965 |

### Como entrenador
| Club                              | País   | Año       |
| --------------------------------- | ------ | --------- |
| IFK Ystad                         | Suecia | 1962-1965 |
| Eslöv                             | Suecia | 1966      |
| IFK Ystad                         | Suecia | ¿-?       |
| IFK Trelleborg                    | Suecia | ¿-?       |
| Trelleborgs FF                    | Suecia | 1971      |
| Malmö FF (entrenador de porteros) | Suecia | 1972-?    |

## Palmarés

### Campeonatos nacionales
| Título           | Club           | País   | Año  |
| ---------------- | -------------- | ------ | ---- |
| Tercera División | Falkenbergs FF | Suecia | 1947 |
| Allsvenskan      | Malmö FF       | Suecia | 1951 |
| Copa de Suecia   | Malmö FF       | Suecia | 1951 |
| Allsvenskan      | Malmö FF       | Suecia | 1953 |
| Copa de Suecia   | Malmö FF       | Suecia | 1953 |